# Дивлинка
Дивлинка — річка в Україні, у Лугинському районі Житомирської області. Права притока Жерева (басейн Прип'яті).

## Опис
Довжина річки приблизно 3,3 км.

## Розташування
Бере початок у Малому Дивлині. Тече переважно на північний захід і біля Запілля впадає у Жерев, ліву притоку Ужу. 
Річку перетинають автомобільні дороги E373, М07.